# Indocnemis orang
Indocnemis orang – gatunek ważki z rodziny pióronogowatych (Platycnemididae).